# یالماری هلاندر
یالماری هلاندر (به انگلیسی: Jalmari Helander) (زادهٔ ۲۱ ژوئیهٔ ۱۹۷۶) فیلمنامه‌نویس و کارگردان فیلم فنلاندی است. او بیشتر برای فیلم‌های بازی بزرگ (۲۰۱۴)، سیسو (۲۰۲۳) و سریال تکاور بی‌همتا شناخته شده‌است.